# NGC 5189
NGC 5189 (Gum 47，IC 4274，暱稱為螺旋行星星雲(Spiral Planetary Nebula))是在蒼蠅座的一個行星狀星雲。它是約翰·赫歇爾在1835年發現的。透過望遠鏡觀察它的形狀像字母S，使人聯想到棒旋星系。NGC 5189是對稱的，估計與地球的距離為3,000光年。 

## 外部連結
- WikiSky上关于NGC 5189的内容：DSS2, SDSS, GALEX, IRAS, 氢α, X射线, 天文照片, 天图, 文章和图片
- APOD 1995（页面存档备份，存于）
- NGC5189